# Travelers – Die Reisenden
Travelers – Die Reisenden ist eine Science-Fiction-Fernsehserie von Brad Wright. Sie ist eine Koproduktion zwischen Netflix und Showcase. Die erste Staffel umfasst 12 Folgen und wurde am 17. Oktober 2016 auf Showcase in Kanada uraufgeführt. Die gesamte erste Staffel wurde am 23. Dezember 2016 zeitgleich im deutschsprachigen Raum in Synchronfassung sowie weltweit auf Netflix veröffentlicht. Am 8. Februar 2017 gaben die beiden Unternehmen grünes Licht für eine zweite Staffel (12 Folgen), die am 16. Oktober 2017 in Showcase in Kanada Premiere feierte. Sie wurde am 26. Dezember 2017 in der deutschen Fassung sowie weltweit – mit Ausnahme von Kanada – auf Netflix veröffentlicht. Am 14. Dezember 2018 startete die 3. Staffel mit 10 Folgen weltweit auf Netflix, auch die deutsche Fassung. 2019 wurde die Einstellung der Serie bekannt gegeben.

## Handlung
Eine Gruppe von Zeitreisenden aus einer zunächst nicht näher bestimmten fernen Zukunft, die sich selbst als „Reisende“ oder auch „Travelers“ bezeichnen, trifft mittels einer auf Quantenverschränkung basierenden Methode zur Übertragung des Bewusstseins in den Körper einer anderen Person (den sogenannten „Host“) im 21. Jahrhundert ein. Da die Erde in der Zukunft, aus der sie stammen, aufgrund verschiedener Katastrophen sowohl kriegerischer als auch umweltbedingter Art für Menschen nahezu unbewohnbar geworden ist, verfolgen sie die Mission, die Vergangenheit zu verändern, um die Zukunft der Menschheit zu retten. Wie erklärt wird, befinden sich zum Zeitpunkt ihrer Ankunft bereits mehrere tausend Reisende in unserer Zeit.
Hierfür nutzen sie die Körper von Menschen als Wirt, deren Todeszeitpunkt und -ort mit Hilfe offizieller Aufzeichnungen exakt bestimmt werden kann; diese aus Zeitpunkt, Höhenmeter, Breitengrad und Längengrad bestehende Angabe bezeichnen sie als „T.E.L.L.“ (engl.: Time, Elevation, Latitude und Longitude). Das Bewusstsein des Hosts wird dabei überschrieben und der Reisende übernimmt zur Tarnung dessen Identität, die im Vorhinein soweit möglich aus den verfügbaren Informationen der Vergangenheit, etwa in sozialen Netzwerken, rekonstruiert wurde. Darüber hinaus werden als Boten zur Übermittlung von Missionszielen und sonstigen Anweisungen aus der Zukunft auch Kinder eingesetzt, deren Gehirn die kurzzeitige Aufprägung des fremden Bewusstseins offenbar ohne Schaden zu nehmen übersteht.
Eine Gruppe von Zeitreisenden besteht für gewöhnlich aus fünf Mitgliedern, jedes mit einer bestimmten Spezialisierung, etwa ein Arzt, der die Angehörigen der Gruppe bei Verletzungen und Krankheiten versorgt (teilweise mittels medizinischen Verfahren und Geräten, die auf Informationen aus der Zukunft basieren) oder ein Historiker, dessen Aufgabe es ist, sich vor der Abreise wichtige geschichtliche Daten einzuprägen, wie etwa die T.E.L.L.s von potentiellen Host-Kandidaten oder die Ergebnisse von Sportereignissen, um mittels Wetten finanziellen Notlagen zu begegnen. Nicht immer verläuft die Ankunft aller Reisenden wie geplant, etwa wenn die Informationen aus der Vergangenheit ungenau oder fehlerhaft waren.
Bei der Durchführung ihrer Missionen folgen die Reisenden einem speziellen Verhaltenskodex, den sechs sogenannten „Protokollen“, die unter anderem dazu dienen sollen, ihre Tarnidentitäten zu schützen, sowie ihren Einfluss auf die Vergangenheit (abseits der vom „Direktor“ veranlassten Missionen) möglichst gering zu halten. Diese Verhaltensregeln stellen die Reisenden in der Praxis jedoch wiederholt vor verschiedenste ethische und menschliche Dilemmata, etwa was ihre Beziehungen mit Menschen in der Vergangenheit aber auch mit anderen Mitgliedern der Gruppe betrifft.
Die erste große Mission der Gruppe besteht darin, mit aus einem Forschungslabor gestohlener Antimaterie zusammen mit anderen Reisenden einen Hochleistungslaser zu konstruieren und zum Einsatz zu bringen, mit dessen Hilfe der noch nicht entdeckte Asteroid „Helios-685“ von einem Kollisionskurs mit der Erde abgelenkt werden soll, dessen Aufprall den Tod von mehreren Millionen Menschen zur Folge hätte und als einer der Hauptauslöser für die katastrophalen Zustände in der Zukunft angesehen wird. Allerdings werden sie hierbei auch mit der Möglichkeit ihres eigenen Ablebens konfrontiert, da ein Erfolg der Mission dazu führen könnte, dass sich die Zukunft derart drastisch verändert, dass sie selbst dort nicht mehr existieren. Kurz vor der Zerstörung des Labors durch die zum Betrieb des Lasers benötigte Antimaterie-Explosion entkommt die Gruppe und schwebt fortan in Ungewissheit, ob ihre Mission tatsächlich den gewünschten Effekt gehabt hat, da sie nach wie vor am Leben sind.
Im Laufe der dritten Staffel ist in einer Szene erstmals die Zukunft zu sehen. Wie sich zeigt, kommen die Reisenden aus dem 25. Jahrhundert. Die 2010er Jahre galten aus dieser Perspektive als Wendepunkt. Von hier an führte der Klimawandel zunächst zu Massenmigration, Überbevölkerung in den Ballungsgebieten und Hungersnöten. Aus dem abgeschmolzenen Polareis wurden vorzeitliche Krankheiten freigesetzt, gegen die die Menschen nicht immun waren. Dies führte wiederum zu Massensterben, Zusammenbruch der Regierungen und Ressourcen sowie Krieg um das Verbleibende. Schließlich kam es zu einem nuklearen Winter.
Zum Ende der dritten Staffel steht die Welt vor der Apokalypse und das bisherige Traveller-Programm gilt als gescheitert. Daher reist Grant MacLaren zurück ins Jahr 2001 an den als Fixpunkt bekannten Tag und Ort, als er seine Frau das erste Mal traf. Er gibt Infos über den Asteroiden „Helios-685“ preis und lässt dem Direktor die Nachricht zukommen, dass der Reisende 001 nicht geschickt werden soll. Der Direktor startet daher nach einigen Berechnungen das Programm Travelers; Version 2.

## Figuren

### Hauptfiguren

#### Grant MacLaren

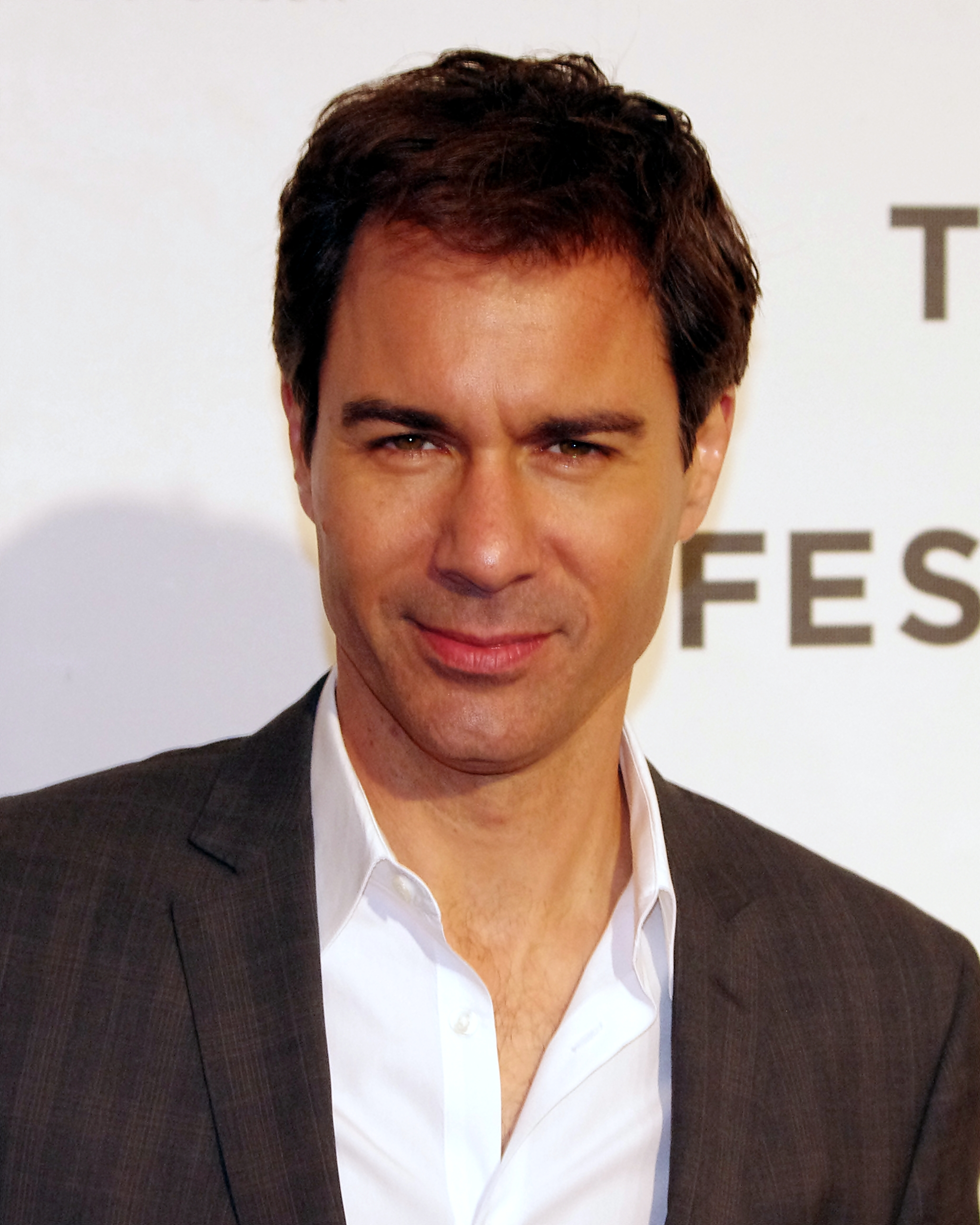
Eric McCormack 2012 auf dem Tribeca Film Festival

Grant MacLaren (Reisender 3468) ist ein Special Agent des FBI und als Reisender der Leiter seines fünf Leute umfassenden Teams. Der echte Grant MacLaren folgt zu Beginn der Serie einem Hinweis seines Partners Walt Forbes und untersucht eine Reihe verdächtiger Aktivitäten im Deep Web, die auf die Ankunft der Reisenden hinweisen und vom FBI für eine mögliche Terrorzelle gehalten werden. Seine Nachforschungen führen ihn zu einem Ort in der Innenstadt, wo er auf die übrigen Reisenden trifft, die ihn kurz vor seinem überlieferten Todeszeitpunkt über die Existenz bereits mehrerer tausend Zeitreisender aus der Zukunft im 21. Jahrhundert und deren Mission aufklären, nachdem sie ihn vor dem tödlichen Sturz in einen Fahrstuhlschacht bewahrt haben. Kurz darauf wird sein Bewusstsein von dem aus der Zukunft eintreffenden Reisenden 3468 überschrieben, der fortan seine Identität übernimmt.
MacLaren geht eine Beziehung mit der Reisenden Carly Shannon ein, hat als Teil seiner Tarnidentität jedoch auch eine Ehefrau namens Kathryn, mit der er seit elf Jahren verheiratet ist.

#### Marcy Warton
Marcy Warton (Reisende 3569) ist die Ärztin ihres Teams und übernimmt versehentlich die Identität einer Frau, bei der man aufgrund fehlerhafter Informationen aus der Vergangenheit davon ausging, sie sei eine Bibliothekarin, die jedoch tatsächlich lediglich als Reinigungskraft in einer Bibliothek arbeitet und seit ihrer Kindheit unter schweren Entwicklungsstörungen leidet. Die echte Marcy Warton wurde bei einem Angriff einer Bande von Hooligans getötet, nachdem sie diese von ihrer Kollegin Tory ablenken wollte; ihr Tod wird abgewendet, indem die eintreffende Reisende sich mit Nahkampffähigkeiten zur Wehr setzt.
Die Informationen über sie stammten aus einem falschen Internetprofil, das im Zuge einer Übung im Umgang mit Sozialen Medien erstellt wurde. Sie kann die durch die Vorerkrankung bestehenden Defizite – unter anderem durch kleinere an sich selbst durchgeführte Operationen – eine Zeit lang kontrollieren, ist sich jedoch bewusst, dass diese letztendlich zum Tod führen werden. Ihre engste Vertrauensperson außerhalb des Teams ist ihr Sozialarbeiter David, dem sie notgedrungen auch einige Informationen über das anvertraut, was sie tut, ohne jedoch zu sehr ins Detail zu gehen.
Gegen Ende der 1. Staffel können die aus ihrer Entwicklungsstörung resultierenden Probleme von der eintreffenden Reisenden, die die Identität von Grace Day annimmt, behoben werden, indem ihrem Host ihr ursprüngliches Bewusstsein aus der Zukunft in angepasster Art und Weise erneut aufgeprägt wird. Da sie dadurch jedoch alle Erinnerungen an ihre Zeit im 21. Jahrhundert verlieren würde, bringt sie diesem Vorhaben sehr gemischte Gefühle entgegen. Zuvor will sie sich noch mit ihrem Vertrauten David beraten und hofft hierdurch Klarheit zu erlangen, jedoch kommt sie nicht mehr dazu, da Grace inzwischen die Prozedur eigenmächtig durchführt.
In Staffel 2 wird bekannt, dass Marcys geistige Behinderung nicht angeboren ist, sondern von einem fehlgeschlagenen Experiment zur Bewusstseinsübertragung herrührt, zu dem Vincent Ingram sie gezwungen hat.

#### Carly Shannon
Carly Shannon (Reisende 3465) ist die Taktikerin des Teams. Ihr Host ist alleinerziehende Mutter eines Babys, die im Zuge einer Auseinandersetzung mit dessen betrunkenem und gewalttätigem Vater Jeff im Streit um eine Waffe, mit der sie sich gegen ihn zur Wehr setzen wollte, nachdem er sie wiederholt geschlagen hatte, durch einen versehentlich abgegebenen Schuss getötet wurde; dies wird durch das Eintreffen der Reisenden verhindert, die den Vater mit ungewohnter Autorität aus der Wohnung verweist.
Im Verlauf der Serie kommt es immer wieder zu handgreiflichen Auseinandersetzungen mit Jeff, welcher an vermeintlich noch immer bei ihr vorhandene „Gefühle“ anzuknüpfen versucht und ihr außerdem das Sorgerecht für ihr Kind wegnehmen will. Verstärkt wird dessen Eifersucht und Obsession noch durch Carlys Beziehung zu MacLaren.

#### Trevor Holden
Trevor Holden (Reisender 0115) ist Ingenieur und trotz seines jugendlichen Hosts bei weitem der älteste Reisende seines Teams. Der echte Trevor ist ein 17-jähriger Highschool-Schüler und Football-Spieler; dessen nächste Angehörige sind seine Mutter Patricia und sein Vater Gary, außerdem ist er in einer Beziehung mit seiner Mitschülerin Rene Bellamy. Da es mit seinen Noten oft nicht zum Besten steht, darf er sich auch des Öfteren bei seiner Lehrerin Grace Day einfinden.
Wie Trevor feststellen muss, war er vor seiner Übernahme offenbar auch in eine Reihe kleinkrimineller Aktivitäten (auch zusammen mit seiner Freundin) verstrickt, so verkaufte er etwa geklaute Medikamente von seiner Mutter. Dies steht auch in Zusammenhang mit dem Tod seines Hosts, der durch eine schwere Gehirnerschütterung bei einem illegalen Boxkampf verstarb; dieser wird abgewendet, als der eintreffende Reisende sich vor dem letzten Schlag ergibt.

#### Philip Pearson
Philip Pearson (Reisender 3326) ist der Historiker des Teams und übernimmt den Körper eines Heroinabhängigen, der an einer Überdosis stirbt, nachdem er sich zusammen mit einem Freund einen Schuss gesetzt hat – sein Tod wird durch den eintreffenden Reisenden verhindert, der die bereits gefüllte Spritze fallen lässt. Laut offizieller Informationen aus der Vergangenheit sollte es sich dabei um seinen ersten Kontakt mit dieser Droge gehandelt haben, was sich aber als falsch herausstellt und offenbar seinen Eltern zuliebe vertuscht wurde. Mithilfe von Marcy, der er zunächst als einziger von seiner ererbten Sucht erzählt, versucht er einen Drogenentzug zu machen, erleidet dabei jedoch aufgrund verschiedener Umstände immer wieder Rückschläge.
Aufgrund der ihnen durch die Protokolle aufgebürdeten moralischen Konflikte leidet Philip immer wieder unter starken Schuldgefühlen, so etwa wegen des Todes seines Freundes, der mit ihm zusammen an der Überdosis starb und Detective Gowers, der ihn deshalb verhörte und später bei seiner Verfolgung einen Herzinfarkt erlitt. Philip kannte als Reisender und Historiker die Schicksale beider im Vorhinein und hätte ihren Tod wahrscheinlich durch rechtzeitiges Rufen eines Krankenwagens verhindern können, jedoch war ihm dies durch Protokoll 3 untersagt.
Seine engste Kontaktperson außerhalb der Gruppe ist sein Pflichtverteidiger und Drogendealer Ray, der für ihn hin und wieder Botengänge im Austausch für Wettgewinne erledigt und ihm zum Teil auch hilft, sein Leben wieder in den Griff zu bekommen. Ihn beauftragt Philip auch damit, den Familien seines Freundes und Detective Gowers anonym finanzielle Unterstützungen zukommen zu lassen, um seine Schuldgefühle zu lindern.

## Besetzung und Synchronisation
Die deutsche Synchronisation entsteht nach einem Dialogbuch von Christoph Seeger, Carsten Bengelsdorf und Katharina Gräfe und unter der Dialogregie von Seeger im Auftrag der VSI Berlin.

### Hauptbesetzung
| Rollenname                      | Position im Team              | Position in der Gegenwart                | Schauspieler     | Synchronsprecher        |
| ------------------------------- | ----------------------------- | ---------------------------------------- | ---------------- | ----------------------- |
| Grant MacLaren (Reisender 3468) | Teamleiter                    | FBI-Ermittler                            | Eric McCormack   | Florian Halm            |
| Marcy Warton (Reisende 3569)    | Missionsärztin                | Intelligenzgeminderte Aushilfsarbeiterin | MacKenzie Porter | Giuliana Jakobeit       |
| Carly Shannon (Reisende 3465)   | Taktischer Offizier           | Alleinerziehende Mutter                  | Nesta Cooper     | Manja Doering           |
| Trevor Holden (Reisender 0115)  | Team-Ingenieur                | High-School-Sportler                     | Jared Abrahamson | Fabian Kluckert         |
| Philip Pearson (Reisender 3326) | EDV-Spezialist und Historiker | Heroinabhängier College-Student          | Reilly Dolman    | Jan Makino/Wanja Gerick |
| David Mailer                    | gehört nicht dem Team an      | Sozialarbeiter, der Marcy betreut        | Patrick Gilmore  | Tobias Nath             |

### Nebenbesetzung
| Rollenname                     | Rolle in der Gegenwart                                                                         | Schauspieler     | Synchronsprecher |
| ------------------------------ | ---------------------------------------------------------------------------------------------- | ---------------- | ---------------- |
| Ray Green                      | Phillips spielsüchtiger Anwalt                                                                 | Ian Tracey       | Sven Gerhardt    |
| Walt Forbes                    | Grants Partner und Freund im FBI, bevor er von den Reisenden 4112 und 4991 übernommen wird     | Arnold Pinnock   | Bernd Vollbrecht |
| Jeff Conniker                  | Carlys alkoholkranker Ex-Freund und Vater des gemeinsamen Kindes, ab Folge 3.04 Reisender 5416 | J. Alex Brinson  | Tino Mewes       |
| Kathryn „Kat“ MacLaren         | Grants Ehefrau, eine Restauratorin                                                             | Leah Cairns      | Ilka Teichmüller |
| Victoria Boyd (Reisende 3185)  | Polizistin und Kontaktperson                                                                   | Kristine Cofsky  | Sarah Riedel     |
| Ellis (Reisender 0014)         | Programmierer, der aus dem Projekt ausgestiegen ist                                            | Tom McBeath      | Jan Spitzer      |
| Grace Day (Reisende 0027)      | Eine Lehrerin von Travis, die von einer Programmiererin des Direktors übernommen wird          | Jennifer Spence  | Silke Matthias   |
| Vincent Ingram (Reisender 001) | sollte 9/11 sterben und wird vom Direktor verfolgt                                             | Enrico Colantoni | Lutz Schnell     |

## Episodenliste

### Staffel 1
Die synchronisierte deutsche Fassung der ersten Staffel wurde zum Startdatum komplett veröffentlicht. Interessanterweise war zu diesem Zeitpunkt im englischsprachigen Raum erst die zehnte Folge ausgestrahlt worden.
| Nr. (ges.) | Nr. (St.) | Deutscher Titel | Originaltitel | Erstausstrahlung Kanada | Deutschsprachige Erstveröffentlichung (D/A/CH) | Regie          | Drehbuch                                           |
| --- | --------- | --------------- | ------------- | ----------------------- | ---------------------------------------------- | -------------- | -------------------------------------------------- |
| 1 | 1         | Pilot           | Travelers     | 16. Okt. 2016           | 23. Dez. 2016                                  | Nick Hurran    | Brad Wright                                        |
| Vier nicht in Beziehung stehende Menschen nehmen im Moment ihres Todes eine andere Persönlichkeit an und leben weiter: Marcy, eine junge Frau mit einer schweren mentalen Behinderung, wird angegriffen, wehrt sich aber gegen ihre Angreifer und ist nicht mehr beeinträchtigt. Der Highschool-Schüler Trevor stirbt in einem Martial-Arts-Kampf. Der heroinsüchtige Student Philip erliegt zusammen mit seinem Zimmergenossen einer tödlichen Überdosis und die junge Mutter Carly wird vom alkoholkranken und brutalen Vater ihres Babys Jeff zu Tode geprügelt. Der FBI-Agent MacLaren verfolgt den Angriff auf Marcy und ihm wird enthüllt, dass die vier Zeitreisende sind, die aus der Zukunft geschickt wurden, um eine globale Krise abzuwenden. Die Zeitreisenden würden im Moment des Todes ihren sogenannten Host übernehmen, dessen Persönlichkeit überschreiben und weiterleben. MacLaren werde in dieser Nacht sterben, während er einen Mörder verfolge und so wird MacLaren von einem fünften Reisenden übernommen. |           |                 |               |                         |                                                |                |                                                    |
| 2 | 2         | Protokoll 6     | Protocol 6    | 24. Okt. 2016           | 23. Dez. 2016                                  | Andy Mikita    | Gillian Muller                                     |
| Die Reisende haben große Probleme, mit den Umständen ihrer Wirte zurechtzukommen. So ist Philip mit seiner Heroinsucht, MacLaren mit der Beziehung zu seiner Frau Kat sowie seiner Affäre mit Carly und Marcy mit dem Verhältnis zu ihrem Betreuer David konfrontiert. Um eine Explosion zu verhindern, die Tausende töten würde, stiehlt das Team Antimaterie aus einem Militärkonvoi. Der Empfänger des Materials ist ein neuer Reisender, der den Selbstmord seines Wirtes jedoch nicht verhindern kann. Das Team ist erstmals zur Improvisation gezwungen und kann nicht nach den Missionsvorschriften handeln. Nach der fehlgeschlagenen Übergabe der Antimaterie entschließen sie sich, diese an die Forschungseinrichtung zurück zu geben in der diese entwickelt wurde. Dabei sind sie auf die Hilfe von Dr. Delaney, einer der an der Entwicklung beteiligten Forscherinnen, angewiesen. Major Gleason vermutet einen Terrorakt hinter dem Bemühen des Teams und will dies verhindern. Es gelingt aber dem Team in letzter Sekunde Gleason auszutricksen. |           |                 |               |                         |                                                |                |                                                    |
| 3 | 3         | Aleksander      | Aleksander    | 31. Okt. 2016           | 23. Dez. 2016                                  | Andy Mikita    | Tara Armstrong & Mika Collins                      |
| Philip, der immer unter Heroin steht, hat psychische Probleme, damit klarzukommen, dass er von so vielen Unglücken und Todesfällen Kenntnis hat, aber nicht eingreifen soll. Er beginnt, alle ihm bekannten Ereignisse und T.E.L.Ls aller möglichen Kandidaten auf die Lagerwand zu schreiben. Heimlich gibt er dem FBI Hinweise, um Morde und Unfälle zu verhindern. Um das entführte rumänische Kind Aleksander Andrieko vor seiner Ermordung zu retten, veranlasst er das Team zu einer Befreiungsaktion, die er diesem als offiziellen Auftrag des Direktors vorgaukelt. Im letzten Moment fungiert Aleksander als Bote und deckt die List auf. MacLaren beschließt, die „Mission“ aufzugeben, doch Philip lehnt ab und zieht seine Waffe. In der Schießerei wird Philip verletzt, die Entführer getötet und der Junge gerettet. Um sein Verhalten zu entschuldigen, offenbart Marcy dem Team Philips Heroinsucht und plant, ihn zu entwöhnen. Jeff untersucht den Angriff auf Marcy, der von Kameras aufgezeichnet wurde, und entdeckt eine Persönlichkeitsveränderung bei ihr. David deckt sie aber. Das Team ist zunehmend mit den Gegebenheiten des 21. Jahrhunderts überfordert. |           |                 |               |                         |                                                |                |                                                    |
| 4 | 4         | Hall            | Hall          | 7. Nov. 2016            | 23. Dez. 2016                                  | Martin Wood    | Pat Smith                                          |
| MacLaren und Forbes ermitteln in einem Fall, der in einer Schießerei endet. MacLarens Team wird angewiesen, ein älteres Team zu unterstützen: die Überlebenden jener Schießerei. Deren Anführer Rick Hall enthüllt, dass es zu einem Konflikt mit einem russischen Team wegen eines technologischen Artefaktes gekommen sei. MacLaren ist schockiert von der Gewalt zwischen den Teams und von Halls Überheblichkeit. Halls Teamkollegen Carter und Luca werden lebensgefährlich verletzt, aber Marcy rettet Luca, indem sie sein Blut gegen das von Carters tauscht. Sie hat die unbestimmte Vermutung, dass Luca ihr Bruder sein könnte. Hall will, dass er der Anführer eines fusionierten Teams wird und fordert MacLaren auf, Forbes zu töten, um ihre Entlarvung zu verhindern. MacLaren und Forbes verhaften Hall und Luca und das Team transferiert das Artefakt. Trevor verlässt das Football-Team, um sich besser auf seine sonstigen Fächer zu konzentrieren. Ray fordert immer mehr Ergebnisse von Sportveranstaltungen von Philip, um darauf zu wetten. Carly bietet Jeff energisch die Stirn, als dieser Marcy belästigt. Carly und MacLaren beginnen eine intime Affäre. |           |                 |               |                         |                                                |                |                                                    |
| 5 | 5         | Zimmer 101      | Room 101      | 14. Nov. 2016           | 23. Dez. 2016                                  | Martin Wood    | Brad Wright                                        |
| Die aktuelle Mission ist es, ein neues Team in Empfang zu nehmen: Eine vierköpfige Familie stirbt bei einem Autounfall. Bei allen funktioniert der Transfer außer bei der Tochter Charlotte: der Historiker des Teams kann nicht den Host übernehmen. Sie behält ihre Identität bei. MacLaren bringt sie zu ihren Großeltern, bis die anderen ihre Mission erfüllen. Trevor, Carly, Marcy und Philip werden von Unbekannten entführt und über die Zukunft befragt, bis es Carly gelingt ihre Wache zu töten. David alarmiert MacLaren, als Marcy nicht nach Hause kommt. Erstmals nimmt Officer Boyd – Reisende 3185 – Kontakt zu MacLaren auf. Mit ihrer Unterstützung kann er seine Teammitglieder befreien, ist aber dadurch gezwungen, die Mission in Sachen der Familie abzusagen. Carly spekuliert, dass dies vielleicht das Ziel der Entführer war. |           |                 |               |                         |                                                |                |                                                    |
| 6 | 6         | Helios 685      | Helios 685    | 21. Nov. 2016           | 23. Dez. 2016                                  | Helen Shaver   | Rebecca Hales                                      |
| Unter Anleitung der Ingenieurin Bloom konstruiert das Team zusammen mit anderen Reisenden einen Röntgenlaser, der den noch unentdeckten Asteroiden Helios 685, der sich auf Kollisionskurs mit der Erde befindet, ablenken und so den Verlauf der Geschichte entscheidend verändern soll. Für den Laser benötigen sie die Antimaterie aus dem Labor von Dr. Delaney, die jedoch vor dem Eintreffen des Teams vom Militär verschleppt wird, auf Anweisung von Major Gleason, der glaubt, sie habe die Antimaterie an feindliche Mächte verkauft. MacLaren kann sie zurückholen, damit sie die Antimaterie freigibt, wird jedoch von Major Gleason und seinen Männern verfolgt, die in das Labor eindringen, Bloom töten und die Aktivierung des Lasers zu verhindern versuchen. Allerdings werden sie anschließend nacheinander von Reisenden aus der Zukunft überschrieben und schließlich aktiviert Gleason selbst die Waffe. Das Team flieht kurz vor der Explosion auf Anweisung Blooms zusammen mit Dr. Delaney. Es scheint unklar, ob ihre Mission erfolgreich war, da sie noch immer existieren, was bei einer folgenreichen Veränderung der Zukunft nicht der Fall sein sollte. |           |                 |               |                         |                                                |                |                                                    |
| 7 | 7         | Protokoll 5     | Protocol 5    | 28. Nov. 2016           | 23. Dez. 2016                                  | Helen Shaver   | SB Edwards, Ashley Park, Pat Smith & Jason Whiting |
| Das Team, das das Leben seiner Gastgeber wieder aufnimmt, leidet an Paranoia und Halluzinationen, Nebenwirkungen des Antitoxins. MacLarens Mitarbeiter veranstalten zu seinem 15. Berufsjubiläum eine Überraschungsparty. Kat konfrontiert ihn damit, dass er Forbes belügt. MacLaren verführt Kat, aber sie ist sicher, dass er sie betrügt. Während ihres Kusses halluziniert MacLaren, dass Kat eine Frau mit einem rasierten Kopf ist, wahrscheinlich aus der Zukunft. Sie hat Carlys Nummer auf ihrem Hals tätowiert. Er fühlt sich aber immer mehr zu Kat hingezogen. David hilft Marcy widerwillig, eine sehr schmerzhafte Operation an sich durchzuführen um eine Besserung ihres Zustandes zu erreichen. Carly weist einen Vertreter des Jugendamtes zurück. Ray vermittelt Philip in eine Selbsthilfegruppe für Drogenabhängige und besorgt ihm als Haustier eine Schildkröte, damit er eine Verantwortung übernehmen muss. |           |                 |               |                         |                                                |                |                                                    |
| 8 | 8         | Donner          | Donner        | 5. Dez. 2016            | 23. Dez. 2016                                  | Will Waring    | Ashley Park & Pat Smith                            |
| Ein Selbstmordattentäter und seine Opfer sollen Reisende werden, aber die Bombe explodiert zu früh und nur der Attentäter Donner überlebt. Vollkommen entmutigt versucht Donner den Behörden die Existenz der Reisenden zu verraten, aber die gesamte Anhörung wird von Reisenden bevölkert, die einen Prozess führen und Donner wegen Hochverrats verurteilen. Donner wird von einem neuen Reisenden überschrieben, der Donners Gefängnisstrafe absitzen muss und berichtet, dass sich die Dinge in Zukunft verschlimmern werden. Luca nähert sich Donner im Gefängnis, was bedeutet, dass er das Vertrauen in den Direktor verloren hat. Ken, Davids Chef, glaubt, Davids Beziehung zu Marcy sei unangebracht. Als er Marcy trifft, glaubt er, dass sie das System ausgenutzt hat und ihre Behinderung nur gespielt hat. Marcy rettet Davids Job, indem sie ihre erhaltenen Leistungen aus dem Vermögen der Gruppe zurückzahlt. Jacqueline – Carlys Sozialarbeiterin – versichert ihr sie und ihr Kind nicht im Stich zu lassen. Philip bemerkt, dass die Glücksspielergebnisse mit denen er das Geld für die Gruppe verdient, immer häufiger leicht von seinen historischen Daten abweichen. |           |                 |               |                         |                                                |                |                                                    |
| 9 | 9         | Bishop          | Bishop        | 12. Dez. 2016           | 23. Dez. 2016                                  | Will Waring    | Amanda Smith                                       |
| David stellt fest, dass ihm Marcy fehlt, nachdem er sie bat, auszuziehen. Als er von ihrem baldigen Tod erfährt, kommt es zum ersten Kuss. Trevor versucht, die Beziehung zu seinem Vater zu verbessern. Jeff verhindert, dass Carly einen Job in einer Gärtnerei findet. Auf Anweisung des Direktors nimmt MacLaren als Personenschützer für das Kongressmitglied Bishop an dessen Flugreise teil. Im Flug erfährt MacLaren, dass er ein Stasisfeld aktivieren soll, um sich selbst und Bishop zu retten, während alle anderen an Bord bei einem Absturz sterben werden. MacLaren entdeckt, dass Kat ihm an Bord folgte, da sie glaubte, er gehe fremd. Er weist Kat und Bishop an, das Stasisfeld zu benutzen, und versucht, nur mit den Erkenntnissen aus Philips Wissen über den Absturz zu überleben. An der Absturzstelle reanimiert das Team Kat und Bishop, der überschrieben wird. MacLaren wird von Rettungssanitätern mitgenommen, bevor das Team ihn erreichen kann. |           |                 |               |                         |                                                |                |                                                    |
| 10 | 10        | Kathryn         | Kathryn       | 19. Dez. 2016           | 23. Dez. 2016                                  | Andy Makita    | Jason Whiting & SB Edwards                         |
| Marcy löscht Kats Erinnerung an den Absturz und den vorangegangenen Tag und inszeniert ihr Zuhause, um es so erscheinen zu lassen, als hätte sie die Nacht zuvor zu viel getrunken. Philip entfernt MacLarens Auto vom Flughafen, aber Forbes glaubt, dass es Diebstahl ist und beginnt zusammen mit Kat nach MacLaren zu suchen. Ein fortschrittliches medizinisches Team für Reisende behandelt MacLaren mit Naniten. Trevor unterzieht sich einem schmerzhaften Eingriff, um ein Transplantationsherz für MacLaren zu züchten. Bewusstlos erlebt MacLaren Erinnerungen an das Leben seines Hosts mit Kat. Er entdeckt, dass sie tief verliebt waren und dass sie sehr gerne Kinder gehabt hätte. Sie tat es nicht, weil MacLaren befürchtete, Kat zu verlieren, nachdem sie bereits eine lebensgefährliche Fehlgeburt erlitten hatte. Aufgrund von MacLarens Arbeitsverpflichtungen kriselte die Beziehung. MacLaren erholt sich und tischt Forbes, um sein Verschwinden und den vermeintlichen Diebstahl des Wagens zu erklären, die Geschichte auf, dass Philip MacLarens vertraulicher Informant sei. MacLaren kehrt nach Hause zurück und versucht sich bei Kat zu entschuldigen, aber sie meidet ihn. |           |                 |               |                         |                                                |                |                                                    |
| 11 | 11        | Marcy           | Marcy         | 26. Dez. 2016           | 23. Dez. 2016                                  | Andy Makita    | Jason Whiting                                      |
| Carly droht auf Betreiben ihres Ex Jeff der Verlust des Sorgerechts für ihren Sohn. Grace soll übernommen werden, was de facto der Tod des Bewusstseins des Hosts ist. Trevor möchte sie beschützen, da er sich in ihrer Schuld sieht und entführt sie, um den Unfall zu vermeiden, der sie getötet hätte. In dem Glauben, dass er verrückt ist, flieht sie und wird dennoch, verwickelt in einen anderen Unfall, überschrieben. Grace und Ellis, zwei weitere neu angekommene Reisende, sind Computerprogrammierer, die in der Zukunft vor einer Fraktion geflohen sind, die den Direktor bekämpft. Ellis hat einen Code entwickelt, der von dieser Fraktion gesucht wird, und ist ins 21. Jahrhundert geflohen, um diesen Code vor der Fraktion zu verstecken. David und Marcy werden immer mehr zu einem Paar, jedoch verschlechtert sich ihr Gesundheitszustand immer mehr. Boyd stabilisiert sie, aber Marcy ringt mit dem Tod. In der Zukunft war Grace verantwortlich für die Nachforschungen und die Identifizierung der Kandidaten. Sie möchte Marcys Zustand mit einem experimentellen Überschreiben korrigieren. Sie bietet an, Marcys ursprüngliche Übertragung in den funktionalen Teil ihres Gehirns umzuleiten und sie auf Kosten ihrer Erinnerungen aus dem 21. Jahrhundert zu retten. MacLaren lässt Marcy entscheiden, und sie beschließt, zuerst mit David zu sprechen. Ihr Zustand wird jedoch kritisch und sie wird von ihrem früheren Selbst überschrieben. Ihr Team stellt sie David vor, an den sie nun keine Erinnerungen, geschweige denn Gefühle für ihn hat.            |           |                 |               |                         |                                                |                |                                                    |
| 12 | 12        | Grace           | Grace         | 2. Jan. 2017            | 23. Dez. 2016                                  | Amanda Tapping | Ashley Park                                        |
| Kathryn glaubt, MacLaren habe eine Affäre – sie konfrontiert ihn damit und er entdeckt immer mehr, dass auch er sehr viele Gefühle für sie hat, so wie sein Host einst. Er stellt daher seinen intimen Kontakt zu Carly ein. Charlotte (siehe Episode 5) wird von der Fraktion überschrieben und ermordet ihr Team. Sie versucht, Grace zu ermorden, aber Trevor stoppt sie. Grace offenbart, dass die Fraktion für die Entführung des Teams verantwortlich war. Charlotte wird von Jeff erschossen, während sie versucht, Carly zu töten. Ellis enthüllt, dass er einen „Quantenrahmen“ gebaut hat, mit dessen Hilfe er den Direktor in die Gegenwart holen kann, um ihn vor der Fraktion zu schützen. Dieser befindet sich auf einer Farm und wird durch einen Schutzschild vor einer Entdeckung geschützt. David wird von einem anderen Attentäter mit vorgehaltener Waffe festgehalten, wird aber von Marcy gerettet. Das Team erreicht die Farm, deren Koordinaten Trevor erhalten hat, mit dem Auftrag den Quantenrahmen zu zerstören. Carly erklärt mit vorgehaltener Waffe, dass sie den Befehl erhalten hat, MacLaren zu töten. Kämpfer beginnen die Farm zu umstellen. Ellis erschießt Trevor, um ihn davon abzuhalten, den Rahmen zu beschädigen. Grace springt vor Trevor und wird ebenfalls erschossen. Kurz bevor er stirbt, deaktiviert Ellis den Schutzschild, in der Hoffnung, dass der Direktor ihnen helfen wird und leitet die Selbstzerstörung des Quantenrahmens ein. Es zeigt sich, dass die Kämpfer, die die Farm umstellen, FBI-Agenten unter der Führung von Forbes sind. |           |                 |               |                         |                                                |                |                                                    |

### Staffel 2
Die synchronisierte deutsche Fassung der zweiten Staffel wurde wenige Tage, nach dem die Ausstrahlung im Herkunftsland beendet war, komplett auf einmal – wie schon zuvor – als Stream bereitgestellt.
| Nr. (ges.) | Nr. (St.) | Deutscher Titel | Originaltitel | Erstausstrahlung Kanada | Deutschsprachige Erstveröffentlichung (D/A/CH) | Regie          | Drehbuch                     |
| --- | --------- | --------------- | ------------- | ----------------------- | ---------------------------------------------- | -------------- | ---------------------------- |
| 13 | 1         | Ave Machina     | Ave Machina   | 16. Okt. 2017           | 26. Dez. 2017                                  | Andy Mikita    | Brad Wright                  |
| Vincent Ingram (Reisender 001) erzählt seiner Therapeutin Dr. Perrow von seiner Ankunft im 21. Jahrhundert. Vincents Ankunft sollte der erste Versuch sein, menschliches Bewusstsein durch die Zeit zu projizieren. Er sollte am 11. September 2001 beim Anschlag auf das World Trade Center sterben, um die Zeitlinie nicht zu beeinflussen – aber bald nach seiner Ankunft ging er eigene Wege, führt den Befehl nicht aus und versteckt sich seitdem vor dem Direktor. Währenddessen werden MacLaren und sein Team vom FBI über den Quantenframe und seinen Zweck befragt, während David sich mit den Folgen des Mordanschlags auf sein Leben beschäftigt. |           |                 |               |                         |                                                |                |                              |
| 14 | 2         | Protokoll 4     | Protocol 4    | 23. Okt. 2017           | 26. Dez. 2017                                  | Andy Mikita    | Jason Whiting                |
| MacLaren beschäftigt sich mit einer Massenankunft von Reisenden und versucht zeitgleich, seine Ehe mit Kat zu retten. Philip erhält Unterstützung im Kampf gegen seine Sucht durch die Reisenden 4514 mit dem Namen Jenny. Marcy und David arbeiten mit Methoden zur Behandlung von PTSD um die vergangenen Ereignisse zu verarbeiten. Carly und Jeff versuchen ihre Beziehung zu verbessern und das Jugendamt zu besänftigen, damit sie das Sorgerecht für ihren Sohn zurückbekommen. Trevor und Grace nähern sich im Krankenhaus einander an, während sie sich von ihren Verletzungen erholen. |           |                 |               |                         |                                                |                |                              |
| 15 | 3         | Jacob           | Jacob         | 30. Okt. 2017           | 26. Dez. 2017                                  | Andy Mikita    | Pat Smith & Ashley Park      |
| Drei Monate sind seit den Ereignissen mit dem Quantenframe vergangen. MacLaren und Kat haben intensiv an ihrer Beziehung und den Problemen gearbeitet. Marcy ist mittlerweile aus Davids Wohnung ausgezogen und hat eine Stelle als Röntgenassistentin in einem örtlichen Krankenhaus angenommen. Philip hat vermeintlich die Heroinsucht hinter sich gelassen – in Wahrheit kam es aber nur zu einer Suchtverlagerung, was er sich jedoch nicht eingesteht. Trevor ist besorgt über den Mangel an Kommunikation seitens des Direktors. Die Entdeckung eines ermordeten Traveller-Teams bringt MacLaren auf die Spur von Vincent Ingram. |           |                 |               |                         |                                                |                |                              |
| 16 | 4         | 11:27           | 11:27         | 6. Nov. 2017            | 26. Dez. 2017                                  | Amanda Tapping | Ashley Park & Pat Smith      |
| Der Direktor weist dem Team zwei neue Missionen zu: MacLaren, Carly und Marcy sollen einen Kongressabgeordneten ermorden. Er will die Aussaat von genmanipulierten Pflanzen mit einem Gesetzentwurf verhindern. Durch seinen Tod soll er zum Märtyrer werden. Der Abgeordnete ist selber ein Reisender und ist mit dem Plan des Direktors selbstredend nicht ganz einverstanden. Trevor und Philip wiederum sollen einer radikalen Umweltaktivistin bei ihrem Plan helfen, eine Forschungseinrichtung zu sprengen, die an gentechnisch verändertem Saatgut arbeitet. Die Aussaat hätte laut dem Direktor verheerende Folgen für die Zukunft. |           |                 |               |                         |                                                |                |                              |
| 17 | 5         | Jenny           | Jenny         | 13. Nov. 2017           | 26. Dez. 2017                                  | Andy Mikita    | Jason Whiting & Ken Kabatoff |
| Unter dem Einfluss von Drogen versucht Philip die antivirale Formel in Erinnerung zu behalten, die mittels eines Boten gesendet wurde. Jenny, die Reisende, die Phillip bei seiner Sucht zur Seite steht, leitet diese Information an den Mitreisenden Derek weiter. Das Mittel kann so synthetisiert werden, um an Teams und Personen, die gerettet werden sollen, verteilt zu werden. So könnte die Verbreitung und Mutation eines grippalen Virus, der in der Vergangenheit 70.000 Menschen getötet hat, verhindert werden. Doch zwei Wochen nach der Verbreitung beginnen Menschen auf der ganzen Welt an einem Virus zu erkranken, das noch gefährlicher ist als das ursprüngliche. Ohne Kontakt zum Direktor und der weiter steigenden Zahl von Toten, suchen Marcy und das Team nach einer Lösung, bevor es zu spät ist. |           |                 |               |                         |                                                |                |                              |
| 18 | 6         | U235            | U235          | 20. Nov. 2017           | 26. Dez. 2017                                  | Andy Mikita    | Ashley Park & Pat Smith      |
| Das Team kommt hinter den Plan der Fraktion: Sie wollen 30 % der Weltbevölkerung töten und die medizinischen Naniten als Heilmittel unbrauchbar machen. Grace erkennt, dass der einzige Weg zur Lösung dieses Problems darin besteht, den Direktor in der Zukunft zu reparieren, damit er Hilfe zurück ins 21. Jahrhundert schicken kann. |           |                 |               |                         |                                                |                |                              |
| 19 | 7         | 17 Minuten      | 17 Minutes    | 27. Nov. 2017           | 26. Dez. 2017                                  | Amanda Tapping | Brad Wright                  |
| Das Team versucht die Energiequelle des Direktors zu schützen, da diese wahrscheinlich das nächste Ziel der Mitglieder der Fraktion sein wird. Die Mission läuft zunächst reibungslos, aber das Team wird von der Fraktion in einem Hinterhalt gelockt und getötet. Als seine Existenz so in Gefahr gerät, initiiert der Direktor Protokoll Alpha und sendet einen Reisenden zurück, um das Team zu retten, bevor dieses getötet wird. Dies gestaltet sich wegen des kleinen Zeitfensters schwierig. Außerdem befinden sich nur zwei Host-Kandidaten in Reichweite, wodurch kaum Erfolgsaussichten bestehen. |           |                 |               |                         |                                                |                |                              |
| 20 | 8         | Reisender 0027  | Traveler 0027 | 4. Dez. 2017            | 26. Dez. 2017                                  | Amanda Tapping | Ashley Park                  |
| Drei hochrangige Reisende werden vom Direktor zurückgeschickt, um Grace wegen Verletzung von Protokollen vor Gericht zu stellen. Ihr wird vorgeworfen den Großen Plan zu sabotieren. MacLaren und das Team müssen während des Prozesses eine Aussage machen von der Grace’ Schicksal abhängt. Unterdessen versucht die Fraktion mehr Mitglieder zu gewinnen, indem sie Menschen mit den gespeicherten Persönlichkeiten aus dem Quantenframe überschreibt. Es stellt sich heraus, dass dieser Prozess vom Direktor inszeniert wurde, um ein Fraktionsmitglied unter den drei Reisenden – die über Grace urteilen sollen – zu überführen. |           |                 |               |                         |                                                |                |                              |
| 21 | 9         | Update          | Update        | 11. Dez. 2017           | 26. Dez. 2017                                  | Amanda Tapping | Pat Smith                    |
| Philip wird vom Direktor beauftragt an einem Update mit verschiedenen anderen Historikern teilzunehmen, wo sie über die Geschichte der veränderten Zeitlinie informiert werden. Das Treffen stürzt ihn in heftige physische und emotionale Reaktionen. Trevor versucht, einem ehemaligen Football-Teamkollegen mit einem Trauma zu helfen – er wurde von seinem Trainer sexuell belästigt. Hall kehrt aus dem Gefängnis zurück und erhält eine neue Mission vom Direktor. Kat hat Komplikationen mit der Schwangerschaft. |           |                 |               |                         |                                                |                |                              |
| 22 | 10        | 21C             | 21C           | 11. Dez. 2017           | 26. Dez. 2017                                  | Will Waring    | Brad Wright                  |
| Marcy stellt mittels Eiswassers eine Nahtoderfahrung nach, um die verschütteten Erinnerungen vor ihrer Überschreibung wiederzuerlangen. Der Rest des Teams ist damit beschäftigt, das Überleben eines vorpubertären Mädchens zu sichern. Sie wird den Aufzeichnungen nach einmal der 53. Präsident der Vereinigten Staaten. |           |                 |               |                         |                                                |                |                              |
| 23 | 11        | Simon           | Simon         | 18. Dez. 2017           | 26. Dez. 2017                                  | Will Waring    | Jason Whiting                |
| Das Team spürt Simon auf (Reisender 0004) auf, der schon vor langer Zeit losgeschickt wurde. Sein Host entwickelte aber nach seinem Überschreiben Schizophrenie. Simon wird von Halluzinationen von Vincent heimgesucht. |           |                 |               |                         |                                                |                |                              |
| 24 | 12        | 001             | 001           | 18. Dez. 2017           | 26. Dez. 2017                                  | Eric McCormack | Ken Kabatoff                 |
| Vincent bittet das Team, sich zu stellen, damit er beenden kann was er geplant hat. Als sich das Team weigert, bedroht Vincent das Leben von Kat, David, Jeffery, Ray und Grace, indem er sie als Reisende der Welt zu enthüllen droht. Das Team muss die Wahl zwischen dem Protokoll und dem Risiko treffen: entweder vom Direktor überschrieben zu werden oder das zu tun, was nötig ist, um die zu retten, zu denen sie geworden sind, seitdem sie im 21. Jahrhundert angekommen sind. |           |                 |               |                         |                                                |                |                              |

### Staffel 3
Die dritte Staffel wurde am 14. Dezember 2018 komplett auf einmal als Stream bei Netflix veröffentlicht.
| Nr. (ges.) | Nr. (St.) | Deutscher Titel | Originaltitel  | Erstausstrahlung Kanada | Deutschsprachige Erstveröffentlichung (D/A/CH) | Regie           | Drehbuch                     |
| ---------- | --------- | --------------- | -------------- | ----------------------- | ---------------------------------------------- | --------------- | ---------------------------- |
| 25         | 1         | Ilsa            | Ilsa           | 14. Dez. 2018           | 14. Dez. 2018                                  | Eric McCormack  | Brad Wright                  |
| 26         | 2         | Yates           | Yates          | 14. Dez. 2018           | 14. Dez. 2018                                  | Andy Mikita     | Ken Kabatoff                 |
| 27         | 3         | Protokoll 3     | Protocol 3     | 14. Dez. 2018           | 14. Dez. 2018                                  | Andy Mikita     | Jason Whiting                |
| 28         | 4         | Perrow          | Perrow         | 14. Dez. 2018           | 14. Dez. 2018                                  | Amanda Tapping  | Pat Smith                    |
| 29         | 5         | Naomi           | Naomi          | 14. Dez. 2018           | 14. Dez. 2018                                  | Amanda Tapping  | Ashley Park                  |
| 30         | 6         | Philip          | Philip         | 14. Dez. 2018           | 14. Dez. 2018                                  | Will Waring     | Pat Smith                    |
| 31         | 7         | Trevor          | Trevor         | 14. Dez. 2018           | 14. Dez. 2018                                  | Will Waring     | Ashley Park                  |
| 32         | 8         | Archiv          | Archive        | 14. Dez. 2018           | 14. Dez. 2018                                  | Amanda Tapping  | Ken Kabatoff                 |
| 33         | 9         | David           | David          | 14. Dez. 2018           | 14. Dez. 2018                                  | Bryan C. Knight | Jason Whiting                |
| 34         | 10        | Protokoll Omega | Protocol Omega | 14. Dez. 2018           | 14. Dez. 2018                                  | Amanda Tapping  | Heath Affolter & Brad Wright |

## Rezeption
Eine gewisse Beachtung erhielt die Serie vorweg durch die Mitwirkung von Brad Wright, der sich bereits für die Serien Stargate – Kommando SG-1, Stargate Atlantis und Stargate Universe verantwortlich zeigte.
Eher ungewöhnlich für eine Science-Fiction-Serie ist das Erzähltempo und die ausführliche Beschreibung der Charaktere, auch wenn das Thema Zeitreisen für das Genre nichts neues ist. Katrin Hemmerling urteilte über die Pilotfolge:

„Denn ansonsten plätschert Travelers im Piloten eher belanglos vor sich hin. Es ist keine Serie, die mit dem Auftakt fesseln kann, jedoch auch keine, die nach einigen Minuten zum Abschalten bewegt. Durch das langsame Erzähltempo lernt der Zuschauer die Charaktere bereits ziemlich gut kennen und kann eine Bindung zu ihnen aufbauen.“

Auf Rotten Tomatoes erhielt die erste Staffel eine Zuschauerwertung von 95 % Zustimmung. Die zweite Staffel erhielt eine Zuschauerwertung von 97 % und die dritte Staffel eine von 99 % Zustimmung.